# 78
78 (LXXVIII) var ett normalår som började en torsdag i den julianska kalendern.

## Händelser

### Okänt datum
- Romarna besegrar och underlägger sig ordovikerna och silurerna i nuvarande Wales.
- Gnaeus Julius Agricola efterträder Sextus Julius Frontinus som guvernör i den romerska provinsen Britannien.
- Pacorus II blir kung över Parterriket (78–115).
- Kanishka uppstiger på tronen i Kushanariket i nuvarande Indien. Han blir känd som en stor erövrare och vis administratör.
- Den indiske prinsen Aji Caka introducerar sanskritspråket och pallawaskrivtecknen, som används för att skriva ner javanesiska ord och fraser på de indonesiska öarna.
- Detta år är utgångsåret (år noll) i sakernas era, vilket används i vissa hindukalendrar, Indiens nationalkalender och den Kambodjanska buddhistiska kalendern. Den börjar nära vårdagjämningen i den västerländska kalendern.
- Den kinesiske filosofen Wang Chong (Wang-Tchoung) hävdar att alla fenomen har materiella orsaker.

## Födda
- Zhang Heng, kinesisk vetenskapsman